# Monaco beim Eurovision Song Contest
Teilnehmende Rundfunkanstalt

Erste Teilnahme
1959
Bisher letzte Teilnahme
2006
Anzahl der Teilnahmen
24 (Stand 2006)
Höchste Platzierung
1 (1971)
Höchste Punktzahl
128 (1971)
Niedrigste Punktzahl
0 (1966)
Punkteschnitt (seit erstem Beitrag)
32,67 (Stand 2006)
Punkteschnitt pro abstimmendem Land im 12-Punkte-System
1,89 (Stand 2006)
Dieser Artikel beschäftigt sich mit der Geschichte Monacos als Teilnehmer am Eurovision Song Contest.

## Regelmäßigkeit der Teilnahme und Erfolge im Wettbewerb

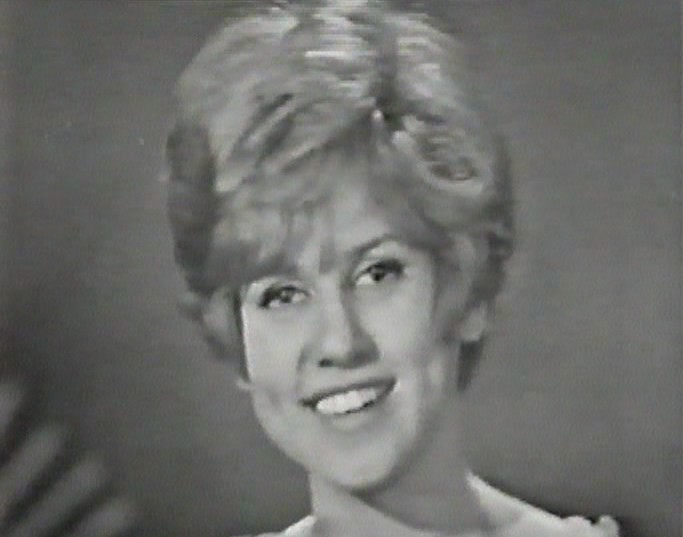
Marjorie Noël vertrat Monaco 1965 in Neapel

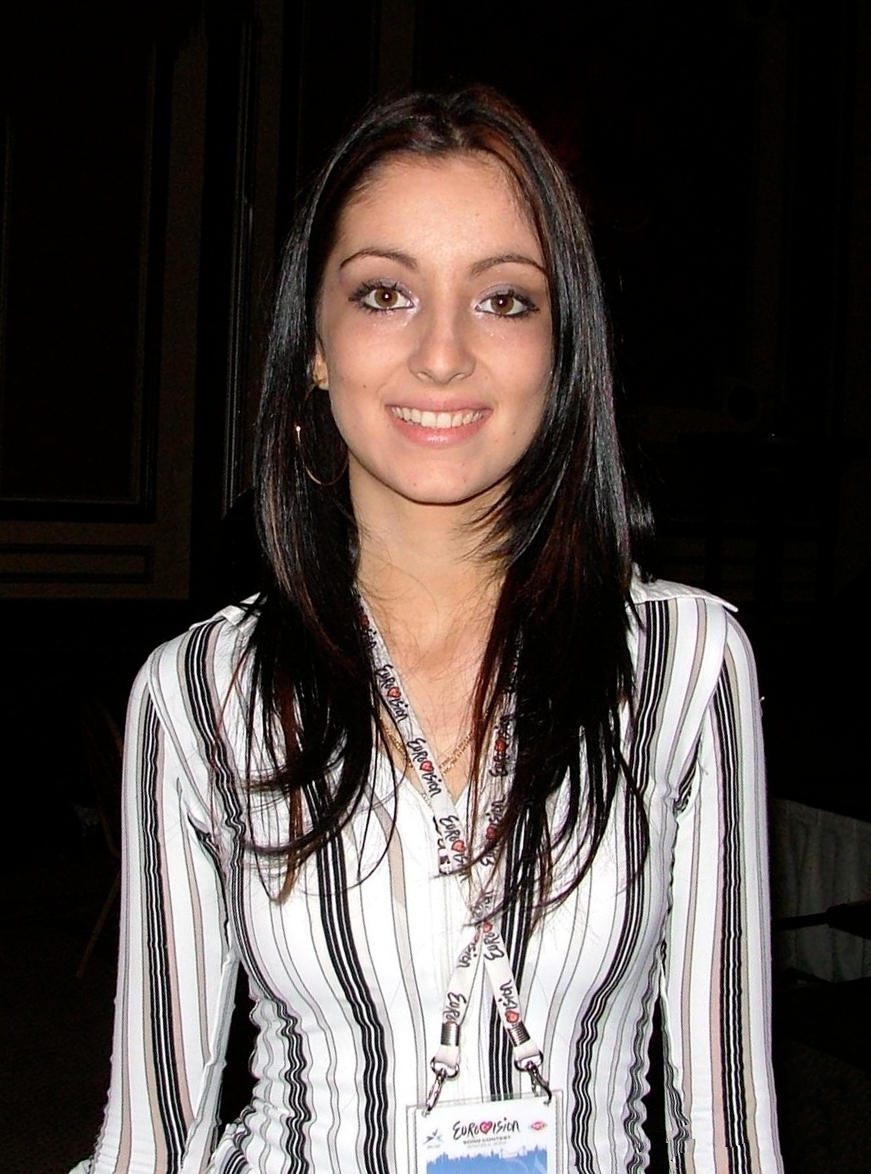
Maryon, 2004 in Istanbul, ist die einzige monegassische Staatsbürgerin, die je am Song Contest teilnahm

Monaco nahm erstmals 1959 am Eurovision Song Contest teil. Das Debüt war allerdings von wenig Erfolg geprägt. So erreichte Jacques Pills nur den letzten Platz mit einem Punkt. Umso erfolgreicher war das Land 1960, als es den dritten Platz erreichte. 1961 hingegen erreichte es nur Platz 10 von 16, womit es nur durchschnittlich abschnitt. 1962 gab es ein umso besseres Ergebnis, da der monegassische Beitrag Platz zwei 2 erreichte. Auch 1963 war der monegassische Beitrag ein voller Erfolg und erreichte Platz 5. 1964 wurde dann zum bereits zweiten Mal der dritte Platz erreicht. 1965 landete das Land allerdings genau im Mittelfeld und erreichte nur Platz 9 von 18. 1966 folgte dann ein geteilter letzter Platz mit Italien und null Punkten. Die Jahre danach waren dann aber wieder umso erfolgreicher.
1967 erreichte das Land wieder Platz 5. 1968 hingegen reichte es nur für Platz 7 von 17. 1969 erreichte der monegassische Beitrag dann Platz 6. 1970 war das Ergebnis wieder nur durchschnittlich mit Platz 8 von 12. Umso erfolgreicher war das Land 1971. Séverine holte mit ihrem Lied Un banc, un arbre, une rue den Sieg für das kleine Land und mit 128 Punkten die bis heute höchste Punktzahl für das Land. 1972, als Großbritannien statt Monaco dann den Song Contest austrug, wurde allerdings nur der drittletzte Platz erreicht. 1973 wurde dann mit Platz 8 von 17 wieder ein gutes Ergebnis erzielt. 1974 verpasste das Land knapp einen Platz unter den besten Dreien und holte Platz 4. 1975 erreichte der monegassische Beitrag allerdings wieder nur Platz 13 von 19. 1976 holte Mary Cristy dann den dritten Platz für Monaco beim Wettbewerb. 1977 und 1978 erreichten die monegassischen Beiträge dann jeweils wieder Platz 4. 1979 folgte dann mit Platz 16 von 19 das schlechteste Ergebnis seit 1972. 1980 zog sich das Land dann aus Desinteresse vom Song Contest zurück und kehrte erst 24 Jahre später wieder zurück.
2004 war die Rückkehr allerdings von wenig Erfolg geprägt. So erreichte Maryon nur Platz 19 von 22 und schied damit bereits im Halbfinale aus. Auch der Beitrag 2005 konnte nur den vorletzten Platz im Halbfinale erreichen und erreichte damit ebenso nicht das Finale. Auch Séverine Ferrer 2006 konnte nicht das Finale erreichen, womit Monaco drei Mal in Folge schlechte Ergebnisse einfuhr. Nach diesen Misserfolgen zog sich das Land 2007 wieder vom Wettbewerb zurück. Als Grund nannte das monegassische Fernsehen schlechte Erfolgsaussichten sowie die Unausgeglichenheit des Wertungssystems. Seither verzichtete Monaco auf eine Teilnahme am Song Contest. Im November 2021 wurde bekannt, dass die monegassische Regierung 100.000 Euro im Budget des geplanten neuen Senders Monte-Carlo Riviera für eine mögliche Teilnahme am Eurovision Song Contest 2023 reserviert hat; für Beobachter deutet alles auf ein Comeback hin. Jedoch wurde der Start des neuen Senders auf Sommer 2023 verschoben, was eine Rückkehr frühestens 2024 bedeuten würde. Zudem ist aktuell kein Fernsehsender aus Monaco Mitglied der EBU, den TMC trat zum Jahreswechsel 2021/2022 aus der EBU aus, da der französische Sender TF1 mittlerweile Mehrheitseigentümer von TMC ist.
Am 15. April 2023 wurde bekannt, dass der neue Sender mit dem Namen TVMonaco seinen Betrieb am 1. September 2023 aufnehmen wird. Ein Jahr später, im März 2024, trat der Sender der Europäischen Rundfunkunion (EBU) teil, wodurch der Sender berechtigt ist, Monaco bei Veranstaltungen wie dem Eurovision Song Contest zu vertreten.
Insgesamt landeten 14 von den 24 Beiträge in der linken Tabellenhälfte. Dazu verpasste das Land dreimal das Finale und konnte sich seit der Einführung der Halbfinale nie für das Finale qualifizieren. Dazu erreichte das Land bisher zweimal den letzten Platz. Trotzdem konnte das Land den Wettbewerb bisher einmal gewinnen und erreichte dreimal Platz 3. Damit gehört Monaco zu den durchschnittlich erfolgreichen Ländern im Wettbewerb.

## Liste der Beiträge
Farblegende:
– 1. Platz. 
– 2. Platz. 
– 3. Platz. 
– Punktgleichheit mit dem letzten Platz.
– ausgeschieden im Halbfinale/in der Qualifikation/im osteuropäischen Vorentscheid.
– keine Teilnahme/nicht qualifiziert.
| Jahr          | Interpret                        | Titel Musik (M) und Text (T)                                                                               | Sprache                   | Übersetzung                       | Finale                   | Finale                   | Halbfinale/ Qualifikation     | Halbfinale/ Qualifikation     | Nationaler Vorentscheid  |
| Jahr          | Interpret                        | Titel Musik (M) und Text (T)                                                                               | Sprache                   | Übersetzung                       | Platz                    | Punkte                   | Platz                         | Punkte                        | Nationaler Vorentscheid  |
| ------------- | -------------------------------- | --- | ------------------------- | --------------------------------- | ------------------------ | ------------------------ | ----------------------------- | ----------------------------- | ------------------------ |
| 1959          | Jacques Pills                    | Mon ami Pierrot M: Florence Veran; T: Raymond Bravard                                                      | Französisch               | Mein Freund Pierrot               | 11 / 11                  | 1                        | Kein Halbfinale stattgefunden | Kein Halbfinale stattgefunden | interne Auswahl          |
| 1960          | François Deguelt                 | Ce soir-là M: Hubert Giraud; T: Pierre Dorsey                                                              | Französisch               | An jenem Abend                    | 3 / 13                   | 15                       | Kein Halbfinale stattgefunden | Kein Halbfinale stattgefunden | interne Auswahl          |
| 1961          | Colette Deréal                   | Allons, allons les enfants M: Hubert Giraud; T: Pierre Delanoë                                             | Französisch               | Auf, auf, Kinder                  | 10 / 16                  | 6                        | Kein Halbfinale stattgefunden | Kein Halbfinale stattgefunden | interne Auswahl          |
| 1962          | François Deguelt                 | Dis rien M: Henri Salvador; T: René Rouzaud                                                                | Französisch               | Sage nichts                       | 2 / 16                   | 13                       | Kein Halbfinale stattgefunden | Kein Halbfinale stattgefunden | interne Auswahl          |
| 1963          | Françoise Hardy                  | L'amour s'en va M/T: Françoise Hardy                                                                       | Französisch               | Die Liebe vergeht                 | 5 / 16                   | 25                       | Kein Halbfinale stattgefunden | Kein Halbfinale stattgefunden | interne Auswahl          |
| 1964          | Romuald                          | Où sont-elles passées? M: Francis Lai; T: Pierre Barouh                                                    | Französisch               | Wohin sind sie gegangen?          | 3 / 16                   | 15                       | Kein Halbfinale stattgefunden | Kein Halbfinale stattgefunden | interne Auswahl          |
| 1965          | Marjorie Noël                    | Va dire à l'amour M: Raymond Bernard; T: Jacques Mareuil                                                   | Französisch               | Geh und sage es der Liebe         | 9 / 18                   | 7                        | Kein Halbfinale stattgefunden | Kein Halbfinale stattgefunden | interne Auswahl          |
| 1966          | Tereza                           | Bien plus fort M: Gérard Bourgeois; T: Jean-Max Rivière                                                    | Französisch               | Viel stärker                      | 17 / 18                  | 0                        | Kein Halbfinale stattgefunden | Kein Halbfinale stattgefunden | interne Auswahl          |
| 1967          | Minouche Barelli                 | Boum Badaboum M/T: Serge Gainsbourg                                                                        | Französisch               | Bumm-badabumm                     | 5 / 17                   | 10                       | Kein Halbfinale stattgefunden | Kein Halbfinale stattgefunden | interne Auswahl          |
| 1968          | Line & Willy                     | A chacun sa chanson M: Jean-Claude Oliver; T: Rolande Valade                                               | Französisch               | Jedem sein Lied                   | 7 / 17                   | 8                        | Kein Halbfinale stattgefunden | Kein Halbfinale stattgefunden | interne Auswahl          |
| 1969          | Jean-Jacques                     | Maman, maman M/T: Jo Perrier                                                                               | Französisch               | Mama, Mama                        | 6 / 16                   | 11                       | Kein Halbfinale stattgefunden | Kein Halbfinale stattgefunden | interne Auswahl          |
| 1970          | Dominique Dussault               | Marlène M: Eddie Barclay, Jimmy Walter; T: Henri Dijan                                                     | Französisch               | Marlene (Dietrich)                | 8 / 12                   | 5                        | Kein Halbfinale stattgefunden | Kein Halbfinale stattgefunden | interne Auswahl          |
| 1971          | Séverine                         | Un banc, un arbre, une rue M: Jean-Pierre Bourtayre; T: Yves Dessca                                        | Französisch               | Eine Bank, ein Baum, eine Straße  | 1 / 18                   | 128                      | Kein Halbfinale stattgefunden | Kein Halbfinale stattgefunden | interne Auswahl          |
| 1972          | Anne-Marie Godart & Peter McLane | Comme on s'aime M: Raymond Bernard; T: Jean Drejac                                                         | Französisch               | Wie wir uns lieben                | 16 / 18                  | 65                       | Kein Halbfinale stattgefunden | Kein Halbfinale stattgefunden | interne Auswahl          |
| 1973          | Marie                            | Un train qui part M: Bernard Liamis; T: Boris Bergman                                                      | Französisch               | Ein Zug, der abfährt              | 8 / 17                   | 85                       | Kein Halbfinale stattgefunden | Kein Halbfinale stattgefunden | interne Auswahl          |
| 1974          | Romuald                          | Celui qui reste et celui qui s'en va M: Jean-Pierre Bourtayre; T: Michel Jourdan                           | Französisch               | Der, der geht und der, der bleibt | 4 / 17                   | 14                       | Kein Halbfinale stattgefunden | Kein Halbfinale stattgefunden | interne Auswahl          |
| 1975          | Sophie                           | Une chanson c'est un lettre M: André Popp; T: Boris Bergman                                                | Französisch               | Ein Lied ist ein Brief            | 13 / 19                  | 22                       | Kein Halbfinale stattgefunden | Kein Halbfinale stattgefunden | interne Auswahl          |
| 1976          | Mary Cristy                      | Toi, la musique et moi M: Georges Costa; T: Gilbert Sinoué                                                 | Französisch               | Du, die Musik und ich             | 3 / 18                   | 93                       | Kein Halbfinale stattgefunden | Kein Halbfinale stattgefunden | interne Auswahl          |
| 1977          | Michèle Torr                     | Une petite Française M: Paul de Senneville, Olivier Toussaint; T: Jean Albertini                           | Französisch               | Eine kleine Französin             | 4 / 18                   | 96                       | Kein Halbfinale stattgefunden | Kein Halbfinale stattgefunden | interne Auswahl          |
| 1978          | Caline & Olivier Toussaint       | Dans les jardins de Monaco M: Paul de Senneville, Olivier Toussaint; T: Jean Albertini, Didier Barbelivien | Französisch               | In Monacos Gärten                 | 4 / 20                   | 107                      | Kein Halbfinale stattgefunden | Kein Halbfinale stattgefunden | interne Auswahl          |
| 1979          | Laurent Vaguener                 | Notre vie c'est la musique M: Paul de Senneville, Jean Baudlot; T: Jean Albertini, Didier Barbelivien      | Französisch               | Unser Leben ist die Musik         | 16 / 19                  | 12                       | Kein Halbfinale stattgefunden | Kein Halbfinale stattgefunden | interne Auswahl          |
| 1980 bis 2003 | Auf Teilnahme verzichtet         | Auf Teilnahme verzichtet                                                                                   | Auf Teilnahme verzichtet  | Auf Teilnahme verzichtet          | Auf Teilnahme verzichtet | Auf Teilnahme verzichtet | Auf Teilnahme verzichtet      | Auf Teilnahme verzichtet      | Auf Teilnahme verzichtet |
| 2004          | Maryon                           | Notre planète M: Philippe Bosco; T: Patrick Sassier                                                        | Französisch               | Unser Planet                      | Ausgeschieden            | Ausgeschieden            | 19 / 22                       | 10                            | interne Auswahl          |
| 2005          | Lise Darly                       | Tout de moi M/T: Philippe Bosco                                                                            | Französisch               | Alles von mir                     | Ausgeschieden            | Ausgeschieden            | 24 / 25                       | 22                            | interne Auswahl          |
| 2006          | Séverine Ferrer                  | La Coco-Dance M/T: J. Woodfeel, Iren Bo                                                                    | Französisch, Tahitianisch | Der Coco-Tanz                     | Ausgeschieden            | Ausgeschieden            | 21 / 24                       | 14                            | interne Auswahl          |
| seit 2007     | Auf Teilnahme verzichtet         | Auf Teilnahme verzichtet                                                                                   | Auf Teilnahme verzichtet  | Auf Teilnahme verzichtet          | Auf Teilnahme verzichtet | Auf Teilnahme verzichtet | Auf Teilnahme verzichtet      | Auf Teilnahme verzichtet      | Auf Teilnahme verzichtet |

## Nationaler Vorentscheid
Monaco ist neben Marokko das einzige Land, das je am Song Contest teilnahm und nie einen nationalen Vorentscheid abhielt. Somit wurden alle Beiträge vom monegassischen Fernsehen intern ausgewählt.

## Sprachen
Monaco war auch in Jahren, in denen offiziell keine Sprachregelung herrschte (1973 bis 1976 sowie seit 1999), seiner Landessprache Französisch treu. Alle Beiträge wurden teilweise, die meisten ganz auf Französisch gesungen. Lediglich 1970 waren in dem Lied Marlène – das von Marlene Dietrich handelte – einige Worte auf Englisch und Deutsch enthalten. Der bisher letzte Beitrag 2006 enthielt einige Worte auf Tahitisch. Von vielen Liedern wurden Fassungen in anderen Sprachen aufgenommen, vornehmlich Deutsch, Englisch, Spanisch und Italienisch.

## Punktevergabe
Folgende Länder erhielten die meisten Punkte von oder vergaben die meisten Punkte an Monaco (Stand: 2006):
| Die meisten im Finale vergebenen Punkte | Die meisten im Finale vergebenen Punkte | Die meisten im Finale vergebenen Punkte |
| Platz                                   | Land                                    | Punkte                                  |
| --------------------------------------- | --------------------------------------- | --------------------------------------- |
| 1                                       | Frankreich                              | 101                                     |
| 2                                       | Vereinigtes Königreich                  | 83                                      |
| 3                                       | Deutschland                             | 60                                      |
| 4                                       | Spanien                                 | 57                                      |
| 5                                       | Italien                                 | 55                                      |

| Die meisten im Finale erhaltenen Punkte | Die meisten im Finale erhaltenen Punkte | Die meisten im Finale erhaltenen Punkte |
| Platz                                   | Land                                    | Punkte                                  |
| --------------------------------------- | --------------------------------------- | --------------------------------------- |
| 1                                       | Deutschland                             | 56                                      |
| 1                                       | Italien                                 | 56                                      |
| 3                                       | Vereinigtes Königreich                  | 55                                      |
| 4                                       | Schweden                                | 47                                      |
| 5                                       | Niederlande                             | 46                                      |

| Die meisten insgesamt vergebenen Punkte | Die meisten insgesamt vergebenen Punkte | Die meisten insgesamt vergebenen Punkte |
| Platz                                   | Land                                    | Punkte                                  |
| --------------------------------------- | --------------------------------------- | --------------------------------------- |
| 1                                       | Frankreich                              | 101                                     |
| 2                                       | Vereinigtes Königreich                  | 83                                      |
| 3                                       | Deutschland                             | 60                                      |
| 4                                       | Spanien                                 | 57                                      |
| 5                                       | Italien                                 | 55                                      |

| Die meisten insgesamt erhaltenen Punkte | Die meisten insgesamt erhaltenen Punkte | Die meisten insgesamt erhaltenen Punkte |
| Platz                                   | Land                                    | Punkte                                  |
| --------------------------------------- | --------------------------------------- | --------------------------------------- |
| 1                                       | Frankreich                              | 60                                      |
| 2                                       | Deutschland                             | 56                                      |
| 2                                       | Italien                                 | 56                                      |
| 4                                       | Vereinigtes Königreich                  | 55                                      |
| 5                                       | Schweden                                | 47                                      |

### Vergaben der Höchstwertung
Seit 1975 vergab Monaco die Höchstpunktzahl an sechs verschiedene Länder, davon zweimal an Frankreich und das Vereinigte Königreich. Im Halbfinale dagegen vergab Monaco die Höchstpunktzahl an drei verschiedene Länder, davon erhielt jedes der drei Länder gleich häufig die Höchstwertung.
| Höchstwertung (Finale) | Höchstwertung (Finale)   | Höchstwertung (Finale)   |
| Jahr                   | Land                     | Platz (Finale)           |
| ---------------------- | ------------------------ | ------------------------ |
| 1975                   | Vereinigtes Königreich   | 2                        |
| 1976                   | Frankreich               | 2                        |
| 1977                   | Vereinigtes Königreich   | 2                        |
| 1978                   | Belgien                  | 2                        |
| 1979                   | Deutschland              | 4                        |
| 1980 bis 2003          | Auf Teilnahme verzichtet | Auf Teilnahme verzichtet |
| 2004                   | Frankreich               | 15                       |
| 2005                   | Israel                   | 4                        |
| 2006                   | Bosnien und Herzegowina  | 3                        |
| seit 2007              | Auf Teilnahme verzichtet | Auf Teilnahme verzichtet |

| Höchstwertung (Halbfinale) | Höchstwertung (Halbfinale) | Höchstwertung (Halbfinale) |
| Jahr                       | Land                       | Platz (Halbfinale)         |
| -------------------------- | -------------------------- | -------------------------- |
| 2004                       | Zypern                     | 5                          |
| 2005                       | Israel                     | 7                          |
| 2006                       | Bosnien und Herzegowina    | 2                          |
| seit 2007                  | Auf Teilnahme verzichtet   | Auf Teilnahme verzichtet   |

## Verschiedenes
- Françoise Hardy war 1963 die erste Frau im Wettbewerb, die einen selbst komponierten und getexteten Beitrag vorstellte.
- Sowohl Romuald als auch Michèle Torr haben außer Monaco den Kleinstaat Luxemburg vertreten. Beide Interpreten stammen ursprünglich aus Frankreich.
- Monaco ist das einzige Land, das den Wettbewerb gewonnen, aber nie ausgetragen hat. Da Monaco keine Möglichkeit sah, 1972 den Eurovision Song Contest zu veranstalten, wurde die Gastgeberrolle an die BBC und an Großbritannien abgegeben.
- Monaco war der erste Sieger, der über 100 Punkte erhielt.
- Kaum einer der monegassischen Vertreter kam aus dem rund 30.000 Einwohner umfassenden Fürstentum, die meisten stammten aus Frankreich, Tereza aus dem damaligen Jugoslawien. Bekannte Ausnahme ist die monegassische Sängerin Maryon. Die einzige Siegerin Sängerin Séverine stammt aus Frankreich. Sie sagte später, vor dem Wettbewerb nie in Monaco gewesen zu sein und nach ihrem Sieg nie vom Fernsehsender eingeladen worden zu sein.